# ディリアン・ホワイト (ボクサー)
ディリアン・ホワイト（Dillian Whyte、1988年4月11日 - ）は、イギリスのプロボクサー、元キックボクサー、元総合格闘家。ジャマイカのポートランド教区出身。元WBC世界ヘビー級暫定王者。

## 経歴
ジャマイカのポートランド教区ポートアントニオで生まれ、12歳の時にイギリスのブリクストンへ家族と共に移住した。

### キックボクサー時代
スーパーヘビー級のイギリス王座とヨーロッパ王座を獲得後、20勝1敗の戦績で総合格闘技に転向した。

### 総合格闘家時代
2008年12月6日にUltimate Challenge MMAで総合格闘技デビュー戦を行い左フックで1回12秒豪快なKO勝利を挙げ、1戦のみでアマチュアボクシングへ転向した。

### アマチュア時代
2009年、20歳の時にアマチュアボクシングデビュー戦で、後のオリンピック金メダリストでプロで世界王者にもなるアンソニー・ジョシュアと対戦し、3回判定勝利を挙げる。
プロ格闘家だったことがイングランドアマチュアボクシング協会と論争になりアマチュアで6試合をしただけでプロへ転向することになる。

### プロ時代
元WBAスーパー・WBC・WBO世界クルーザー級統一王者および元WBA世界ヘビー級王者のデビッド・ヘイや、PRIDE・UFCで活躍した総合格闘家クイントン・ジャクソンとのスパーリングを見学した関係者の伝でフランク・マロニーと契約。
2011年5月13日、23歳でプロデビュー。デビュー戦を4回判定で勝利。
2012年10月13日、サンドア・バログと対戦し4回TKO勝利するも、試合後のドーピング検査でホワイトの体内から禁止薬物メチルヘキサンアミンの陽性反応が検出される。ホワイトは不服を申し立てるが、アンチ・ドーピング・パネルは審査をした結果、ホワイトに2年間の出場停止を言い渡し、バログ戦の試合結果も失格に変更された。
2015年12月12日、ロンドンのO2アリーナでアマチュア時代に勝利した因縁の相手であるアンソニー・ジョシュアと対戦し、7回TKO負けを喫しアマチュア時代の雪辱を果たせなかった。
2016年5月、エディー・ハーンのマッチルーム・スポーツと契約。
2016年12月10日、マンチェスター・アリーナのアンソニー・ジョシュア対エリック・モリーナの前座でデレック・チゾラと対戦し、12回判定勝利。
2017年10月28日、ミレニアム・スタジアムでアンソニー・ジョシュア対カルロス・タカムの前座でロバート・ヘレニウスとWBCシルバー・ヘビー級王座決定戦を行い、12回判定勝利を収め王座獲得に成功した。
2018年4月24日、WBCはWBC世界ヘビー級王座挑戦者決定戦で、ルイス・オルティスとディリアン・ホワイトに対戦するよう命じた。
2018年5月25日、IBF世界ヘビー級2位のクブラト・プレフと同級4位のディリアン・ホワイトによるIBF世界同級王座挑戦者決定戦の入札が行われ、エピック・スポーツ&エンターテイメントが150万111ドル（約1億6000万円）で興行権を落札した。ファイトマネーの分配はプレフが75％の112万5083ドル（約1億2000万円）、ホワイトが25％の37万5027ドル（約4100万円）で、ホワイトを擁するマッチルーム・ボクシングの入札は83万1111ドル（約9100万円）、プレフを擁するザウアーラント・イベントの入札は80万1305ドル（約8800万円）だった。しかし、ホワイト陣営は入札に参加したにもかかわらずジョセフ・パーカーとの試合を優先したため、この試合は実現しなかった。
2018年7月28日、O2アリーナでジョセフ・パーカーと対戦し、12回判定勝ちを収めた。
2018年12月22日、O2アリーナでデレック・チゾラと再戦し、11回KO勝ちを収めた。
2019年7月20日、O2アリーナでオスカル・リバスとWBC世界ヘビー級暫定王座決定戦を行い、12回判定勝ちで王座獲得に成功した。しかしその後、ホワイトが英国反ドーピング機関（UKAD）が収集した薬物検査で陽性反応が検出されたことが試合の3日前に判明し、独立調査委員会の聞き取り後に対戦が許可されていたことが発覚したため、WBCは8月1日付で、ホワイトの暫定世界ヘビー級王座と同級正規王者デオンテイ・ワイルダーへの指名挑戦者としての承認を暫定的に停止すると発表した。
2019年12月12日、前週に英国反ドーピング機関（UKAD）が調査の結果、「パフォーマンスを向上させる目的で、ホワイトが故意に禁止薬物を摂取したことを示す証拠は不十分」だと結論付けたと発表したことを受け、WBCはホワイトの暫定資格停止処分を解除しWBC世界ヘビー級暫定王者として再度承認するとした上でワイルダーとの指名試合の期限は2021年2月までに行わなくてはならないと発表した。
2020年5月2日、アレクサンデル・ポベトキンと対戦が決まっていたが、新型コロナウイルスの影響で試合が延期となった。
2020年6月15日、ホワイトは2018年以来WBC世界ランキング1位に在位し、2019年7月にはWBC世界ヘビー級暫定王座を獲得、さらにWBC世界ヘビー級正規王者との指名試合の期限が2021年2月とされているのにもかかわらず、WBC世界ヘビー級正規王者タイソン・フューリーはデオンテイ・ワイルダーとの第3戦目を行うことが確定しており、さらにアンソニー・ジョシュアとの対戦が内定するなど、全くホワイトとの指名試合を行う気配がないため、ホワイトはWBCに対し、フューリーにホワイトとの対戦を指令するよう法的措置を取った。またエディー・ハーンは、WBCがホワイトとの対戦を回避させるために、タイソン・フューリーをフランチャイズ王者に認定する動きを牽制するコメントを出した。同年8月7日にはWBC会長マウリシオ・スライマンがタイソン・フューリー対デオンテイ・ワイルダー第3戦目の勝者は次の試合でホワイトとの指名試合が義務付けられると発言、翌日の同年8月8日にはエディー・ハーンがフューリー対ワイルダー第3戦目が2020年末までに実現しないのであれば、指名試合の期限が2021年2月までなのでフューリーはホワイトと対戦するか王座を返上すべきだと発言した。
2020年8月22日、ブレントウッドのマッチルーム・ファイト・キャンプでアレクサンデル・ポベトキンとWBC暫定世界ヘビー級タイトルマッチ及びWBC世界同級ダイヤモンド王座決定戦を行い、4回までにダウンを2度奪い試合をリードしていたが、5回にポベトキンの左アッパーが炸裂しダウンするとレフェリーが試合をストップ。5回TKO負けで王座から陥落、ダイヤモンド王座獲得に失敗した。
2020年11月3日、ポベトキンとの再戦が11月21日に組まれていたが、ポベトキンが新型コロナウイルスに感染したため、試合が延期されたことが発表された。
2021年3月27日、ジブラルタルのユーロパ・スポーツ・パークでWBC世界ヘビー級暫定王者のアレクサンデル・ポベトキンとダイレクトリマッチで再戦し、4回TKO勝ちを収め王座返り咲きに成功した。
2021年10月20日、オットー・ヴァリンと10月30日に対戦することが決定していたがホワイトが肩を負傷したため試合をキャンセルした。
2022年4月23日、ロンドンのウェンブリー・スタジアムにてWBC世界ヘビー級正規王者タイソン・フューリーと団体内王座統一戦を行うも、右アッパーでダウンを奪われ6回TKO負け。王座統一に失敗し、暫定王座もフューリーの正規王座に吸収される形で消滅した。
2023年8月5日、アンソニー・ジョシュアとの試合が1週間後の8月12日に予定されていたが、VADAによるドーピング検査でホワイトから禁止物質が検出されたため試合が中止になったことが発表された。
2024年3月3日、専門家が行った調査で「ホワイトは成分中の汚染物質を開示していない汚染されたサプリメントの被害者であり、意図的に汚染物質を摂取したわけではない」と結果が出された。
2024年3月17日、約1年4カ月ぶりに試合を行いアイルランドのTF-ロイヤル・ホテル&シアターにて元WBO欧州ヘビー級王者のクリスチャン・ハマーと対戦し、3回終了後にハマーが肩の負傷を訴えて棄権したためTKO勝ちを収めた。
2024年12月15日、ジブラルタルでエベネザー・テッテーと対戦し、7回終了後にテッテーが棄権したためTKO勝ちを収めた。
2025年8月16日、リヤドでeスポーツワールドカップパフォーマンス興行のメインイベントとしてWBOインターコンチネンタル・WBAインターナショナルヘビー級王者およびWBA世界同級3位のモーゼス・イタウマとWBOインターコンチネンタル・WBAインターナショナル同級タイトルマッチおよびコモンウェルス同級王座決定戦を行うも、初回1分59秒TKO負けを喫し王座獲得に失敗した。

## 獲得タイトル
- BBBofC英国ヘビー級王座
- WBCインターナショナルヘビー級シルバー王座
- WBCインターナショナルヘビー級王座
- WBC世界ヘビー級シルバー王座
- WBC世界ヘビー級暫定王座（防衛0）
- WBC世界ヘビー級暫定王座（2期目：防衛0）

## 脚註
1. ↑  “'I've sparred with Klitschko and Fury - now I want Joshua'”.   ESPN.uk (2015年3月25日). 2017年11月21日閲覧。
2. 1 2  “Dillian Whyte in action on 5/13”.   Boxing News 24 (2011年5月9日). 2017年11月21日閲覧。
3. ↑  “Dillian Whyte gets 2-year ban”.   ESPN.com (2013年3月28日). 2017年11月21日閲覧。
4. ↑  “Boxer Dillian Whyte banned following anti-doping rule violation”.   UKAD (2017年3月28日). 2017年11月21日閲覧。
5. ↑  “Dillian Whyte joins Matchroom and will fight on Joshua v Breazeale undercard”.   SKY SPORTS (2016年5月21日). 2017年11月21日閲覧。
6. ↑  “Dillian Whyte earns split points decision over Dereck Chisora in thrilling fight”.   Eurosport (2016年12月11日). 2017年11月21日閲覧。
7. ↑  “Dillian Whyte Dominates Robert Helenius in Lackluster Bout”.   Boxing Scene.com (2017年10月28日). 2017年11月21日閲覧。
8. ↑  “Luis Ortiz vs. Dillian Whyte - WBC Final Eliminator Ordered”.   Boxing Scene.com (2018年4月24日). 2018年6月26日閲覧。
9. ↑  “Promoter of neither fighter wins Kubrat Pulev-Dillian Whyte purse bid”.   ESPN.com (2018年5月25日). 2018年6月26日閲覧。
10. ↑  “WBCヘビー級暫定王者、薬物検査陽性で暫定処分”.   AFPBB News (2019年8月1日). 2020年2月17日閲覧。
11. ↑  “ホワイトの薬物処分解除、ワイルダー対フューリーの勝者と指名試合へ”.   AFPBB News (2019年12月12日). 2020年2月17日閲覧。
12. ↑  “Whyte-Povetkin, Usyk-Chisora Cards Pushed Back Due To COVID-19”.   Boxing Scene.com (2020年3月30日). 2020年5月11日閲覧。
13. ↑  “Dillian Whyte Takes Legal Action Against The WBC”.   Boxing Scene.com (2020年6月15日). 2020年6月26日閲覧。
14. ↑  “Dillian Whyte takes legal action against WBC to enforce mandatory title shot”.   Bad Left Hook (2020年6
月15日 エラー: 日付が正しく記入されていません。（説明）). 2020年6月26日閲覧。
15. ↑  “Hearn Explains Whyte-WBC Legal Dispute, Not Wanting Fury to Be Franchise”.   Boxing Scene.com (2020年6月21日). 2020年6月26日閲覧。
16. ↑  “WBC Prez is Firm: Wilder-Fury Winner Must Face Whyte Next”.   Boxing Scene.com (2020年8月7日). 2020年8月29日閲覧。
17. ↑  “Hearn: Fury-Wilder Trilogy Must Happen in 2020 - Or Fury Faces Whyte!”.   Boxing Scene.com (2020年8月8日). 2020年8月29日閲覧。
18. ↑  “Alexander Povetkin Gets Off The Floor, Brutally Blasts Dillian Whyte in Five”.   Boxing Scene.com (2020年8月22日). 2020年9月3日閲覧。
19. ↑  “https://www.boxingscene.com/povetkin-hospitalized-positive-covid-test-whyte-rematch-postponed--152981”.   Boxing Scene.com (2020年11月3日). 2020年11月10日閲覧。
20. ↑  “Dillian Whyte Stops Alexander Povetkin in Fourth To Get Revenge”.   Boxing Scene.com (2021年3月27日). 2021年3月26日閲覧。
21. ↑  “Sources: Dillian Whyte injures shoulder, withdraws from Oct. 30 boxing fight with Otto Wallin”.   ESPN.com (2021年10月21日). 2021年10月24日閲覧。
22. ↑  TYSON FURY STOPS DILLIAN WHYTE IN SIX ROUNDS TO RETAIN WBC HEAVYWEIGHT TITLE DAZN 2022年4月24日
23. ↑  “Anthony Joshua Seeks New Foe, Whyte Pulled From Aug. 12 Rematch Due To Drug Test Adverse Findings”.   Boxing Scene.com (2023年8月5日). 2023年8月10日閲覧。
24. ↑  “Whyte The 'Victim Of Contaminated Substance', According To Investigation”.   Boxing Scene.com (2024年3月3日). 2024年4月24日閲覧。